# Lobophora nivigerata
Lobophora nivigerata är en fjärilsart som beskrevs av Walker 1862. Lobophora nivigerata ingår i släktet Lobophora och familjen mätare. Inga underarter finns listade i Catalogue of Life.